# 曼努埃尔·埃迪利亚
曼努埃尔·埃迪利亚·拉雷（Manuel Hedilla Larrey，1902年7月18日—1970年2月4日），是西班牙的政治人物，长枪党的重要成员，也是早期与弗朗西斯科·佛朗哥争夺权力的对手。他早期的职业是机械师。

## 早年生活
埃迪利亚出生在坎塔布里亚的一个村庄，他的父亲是一名公务员，埃迪利亚还是个孩子时父亲就去世了。他在毕尔巴鄂的罗马天主教学校接受教育，后来成为一名船厂工人学徒，但由于西班牙航运业的衰落，其被迫面临失业。 在米格尔·普里莫·德里维拉政府期间，他重新找到了参与公路建设项目的工作，但在政权崩溃后他再次失业。他搬到马德里开设了自己的汽车修理厂，尽管这家企业最终失败了。

## 参与长枪党
在马德里，埃迪利亚在一个天主教乳品农场合作社担任工程师，并在此期间加入了长枪党的传统主义派别。埃迪利亚是长枪党的创始成员之一，也是何塞·安东尼奥·普里莫·德里维拉的密切同事，后者在西班牙内战初期被公认为所谓“老衬衫”的领导者。 实际上，在普里莫·德里维拉去世后，他曾短暂地名义上成为法兰赫的领导人，直到佛朗哥迅速为自己确立了该运动的完全控制。

## 与佛朗哥的冲突
尽管名义上埃迪利亚是桑坦德的长枪党领袖，当北部起义开始时却驻扎在拉科鲁尼亚。因此，他负责维持这座城市的秩序，并对血腥镇压负有责任。尽管如此，埃迪利亚仍属于长枪党的左翼，强调该运动的无产阶级和工团主义特征，他很快就成为了国民军不加选择的暴力行为的批评者。 何塞·安东尼奥·普里莫·德里维拉去世后，埃迪利亚被提名为他的继任者，但他很快就陷入了自己与由阿古斯丁·阿斯纳尔和桑乔·达维拉·伊·费尔南德斯·德塞利斯领导的正统主义者之间的权力斗争的中心。 埃迪利亚支持社会改革的立场赢得了德国大使威廉·福佩尔将军的支持，尽管埃迪利亚本人并未直接参与，但他的追随者在1937年4月16日在萨拉曼卡采取行动，试图从右翼领袖桑乔·达维拉手中夺取长枪党总部的控制权。
在此事件之后，埃迪利亚在两天后获得了对长枪党的领导权。然而他的胜利是短暂的，佛朗哥通过颁布统一法令，立即宣布成立“西班牙国家工团主义进攻委员会方阵”来制衡他的权力。 埃迪利亚的密友何塞·萨因斯·诺斯纳格尔向长枪党领导人发送电报，告诉他们忽略所有除通过“正确的层级渠道”发布的命令，这进一步加剧了形势。虽然该电报对于何谓“正确渠道”含糊其辞，但佛朗哥及其支持者将其视为要求成员仅服从埃迪利亚个人命令的警告 然而，他高估了自己的力量，于4月25日被逮捕，并在次月因叛国罪被判处死刑。然而，在拉蒙·塞拉诺·苏涅的建议下，判决被改为终身监禁，最终埃迪利亚只服刑四年。 考虑到需要保持长枪党人的支持，佛朗哥任命另一位“老衬衫”雷蒙多·费尔南德斯-库埃斯塔为运动的领袖。